# Chelyocarpus repens
Chelyocarpus repens är en enhjärtbladig växtart som beskrevs av Francis Kahn och K.Mejia. Chelyocarpus repens ingår i släktet Chelyocarpus och familjen Arecaceae. Inga underarter finns listade i Catalogue of Life.